# Bristol 404

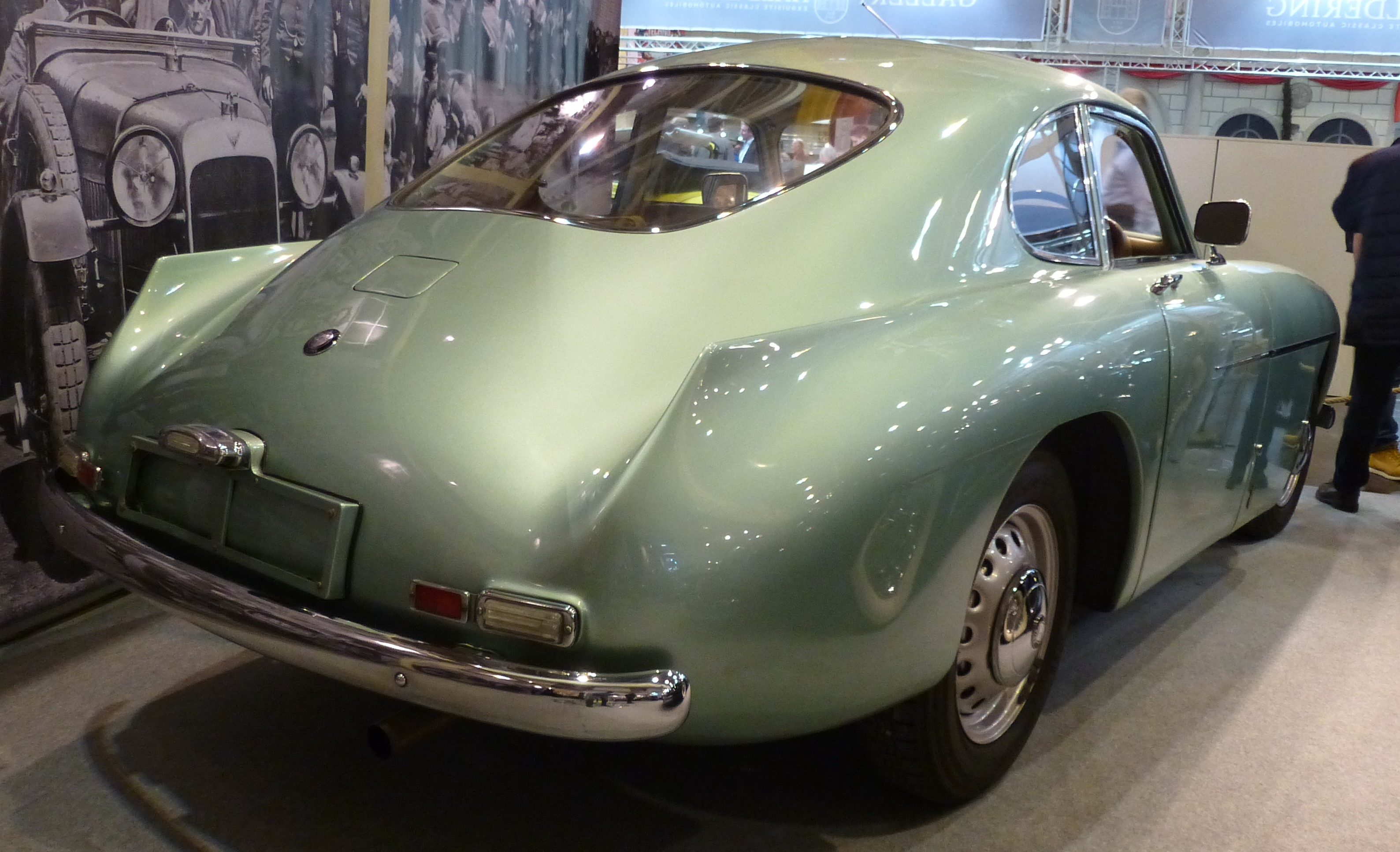
Heckansicht

Der Bristol 404 war ein Gran-Turismo-Fahrzeug des britischen Automobilherstellers Bristol Aeroplane Company (später: Bristol Cars).
Der 404 wurde 1953 vorgestellt, um den großen, viersitzigen Bristol 403 um ein kompaktes, besonders sportliches Modell zu ergänzen. Das Auto war als kurzes, leistungsstarkes Coupé konzipiert. Es setzte sich äußerlich vom 403 ab und führte einige neue Gestaltungsmerkmale ein, die auch von späteren Modellen übernommen wurden und gleichsam zu Markenzeichen für Bristol wurden.

## Entwicklungsgeschichte
Der 404 ruhte auf dem bekannten Bristol-Chassis, das seit 1946 mehr oder weniger unverändert von allen Fahrzeugen der Marke verwendet wurde. Allerdings wurde es um 40 cm verkürzt; insgesamt war der 404 mehr als 45 cm kürzer als der 403.
Die beim kurz zuvor eingeführten Bristol 403 verwendete Superleggera-Konstruktion wurde für den 404 nicht übernommen. Seine Aluminium-Karosserie wurde vielmehr von einem Skelett aus Holz gestützt. Chassis, Karosseriestruktur und Aufbau waren von Bristol-Ingenieuren entworfen worden. Weiterhin wurden nahezu alle verwendeten Komponenten des Autos auch bei Bristol selbst hergestellt, was dem Werk Bewunderung, mitunter aber auch Spott einbrachte.
Die Karosseriegestaltung war eigenständig. Sie löste sich von den Formen der Vorgänger. Der 404 fiel vor allem durch außergewöhnliche Proportionen auf: Die Motorhaube war sehr lang, die knappen Türen endeten unmittelbar vor den hinteren Radläufen, und bereits kurz hinter der B-Säule setzte das abfallende Fließheck an. An der Heckpartie gab es kleine Heckflügel, die nach Aussage des Unternehmens aerodynamische Zwecke verfolgten. Abgesehen davon und von modischen Aspekten sollten sie zudem an den 1953 präsentierten Bristol 450 erinnerten, einen Rennwagen, der ebenfalls über zwei – in den Dimensionen allerdings deutlich extremere – Heckflügel verfügte und bereits im Jahr seines Erscheinens bei Langstreckenrennen einige Erfolge erzielte. An der Frontpartie des 404 war die bisherige, an die BMW-Wurzeln erinnernde „Niere“ verschwunden. Stattdessen trug der 404 eine schlichte Kühleröffnung, deren Gestaltung an Bristols Flugzeugtyp Brabazon erinnern sollte. In der Kühleröffnung war bei vielen Fahrzeugen – aber nicht immer – ein einzelner Zusatzscheinwerfer installiert. Im vorderen Kotflügel zwischen den Vorderrädern und der Tür befand sich erstmals ein hinter einer Klappe verborgenes Abteil, in dem auf der einen Fahrzeugseite das Reserverad stehend untergebracht war; ein ähnliches Abteil auf der anderen Fahrzeugseite beherbergte unter anderem die Batterie. Diese Aufteilung zunächst war dem Umstand geschuldet, dass der Kofferraum des 404 nicht von außen zugänglich war – es gab keine Kofferraumklappe – und somit das Reserverad dort nicht ohne Probleme hätte untergebracht werden können. Das Gestaltungskonzept wurde von allen späteren Bristol-Modellen übernommen, auch wenn sie regelmäßig über Kofferraumklappen verfügten. Im Innenraum gab es ein neues Armaturenbrett. Die wesentlichen Instrumente waren in einem ovalen Rahmen zentral vor dem Fahrer zusammengefasst. Auch diese Gestaltung übernahm Bristol bei allen künftigen Modellen.
In technischer Hinsicht verwendete Bristol für den 404 weiterhin den 2,0 Liter großen Sechszylinder, der seit 1946 im Programm war. Er war in zwei Leistungsstufen erhältlich. Als Basismotorisierung diente der Typ 100B, der 105 PS abgab. Gegenüber dem im 403 verwendeten Typ 100A, der 100 PS leistete, war die Verdichtung von 7,5:1 auf 8,5:1 angehoben worden. Die stärkere Version war der Motor Typ 100C. Durch eine überarbeitete Nockenwelle mit geänderten Steuerzeiten wurde die Leistung bei gleicher Verdichtung auf 125 PS angehoben. In der starken Motorisierung erreichte der 404 eine Höchstgeschwindigkeit von 113 Meilen pro Stunde (ca. 180 km/h), für die Beschleunigung von 0 auf 96 km/h benötigte das Auto etwa zehn Sekunden.
Der Bristol 404 wurde von der Presse wohlwollend aufgenommen. Er wurde als ebenso leistungsstarkes wie kultiviertes Fahrzeug beschrieben, das die Beschreibung „Gentleman´s Express“ erhielt. Der britische Autotester John Bolster nannte ihn „einen fliegenden Teppich für die Reise zu zweit“. Allerdings war das Auto sehr teuer. Es wurde 1954 für 2.500 £ (zuzüglich der „Purchase Tax“ genannten Umsatzsteuer in Höhe von 1.000 £) angeboten und erreichte damit nahezu das Preisniveau eines Bentley. 
Ungeachtet dessen war der Bristol 404 kein kommerzieller Erfolg. In zwei Jahren wurden nur wenige Fahrzeuge hergestellt. Die Angaben in der Literatur reichen von 40 Exemplaren über 44 – die am häufigsten genannte Produktionszahl – bis zu 52 hergestellten Fahrzeugen. Auch der Bristol Owners Club geht von 52 Fahrzeugen (einschließlich des Prototyps und des Abbott-Cabriloets) aus. Der mangelnde Erfolg des 404 wird heute mit seinem hohen Preis begründet. Das Auto wird zumeist mit einem Jaguar XK 140 verglichen, der schneller war und nur die Hälfte des 404 kostete.
Die Bristol 404 sind heute sehr gesuchte Klassiker. Sie erreichen ohne weiteres sechsstellige Euro-Preise.

## Sonderaufbauten und verwandte Fahrzeuge
Der 404 wurde werksseitig nur mit geschlossenem Aufbau ausgeliefert. 
- Im Herbst 1953 präsentierte das britische Karosseriewerk Abbott of Farnham eine Cabriolet-Version des 404. Die Karosserie entsprach – abgesehen vom Dachaufbau – weitgehend der des Werks-Coupés. Allerdings fehlten die markanten Heckflossen des 404.[16] In einigen Presseberichten wurde eine Serienfertigung des 404 Drophead Coupé angekündigt[17], sie wurde in dieser Form allerdings nicht realisiert. Das 404 Drophead Coupé von Abbott blieb ein Einzelstück. Es ist nicht mit dem 405 Drophead Coupé zu verwechseln, das Abbott später auf längerem Radstand in einigen Exemplaren realisierte.

- Vom Bristol 404 wurde die viertürige Limousine 405 abgeleitet, die auf dem herkömmlichen – d. h. nicht verkürzten – Chassis basierte und jedenfalls an der Frontpartie die Gestaltungsmerkmale des 404 übernahm. Auf der Grundlage des 405 entstanden auch mehrere Cabriolets (mit langem Radstand), die ebenfalls bei Abbott hergestellt wurden.

- Das Chassis des Bristol 404 bildete die Grundlage für den von Bertone eingekleideten und vorwiegend in den USA vertriebenen Arnolt-Bristol.

- Der von 2002 bis 2011 produzierte Bristol Blenheim Speedster war dem 404 nachempfunden.

## Der Bristol 404 im Motorsport
Der Bristol 404 war als „Gentleman´s Express“ und nicht als ausgesprochener Sportwagen konzipiert worden. Dementsprechend wurde er nur selten bei Motorsportveranstaltungen eingesetzt. Vor allem Tony Crook nahm mit seinem 404 zwischen 1954 und 1955 wiederholt an den in Großbritannien beliebten Clubrennen teil und erzielte mit ihm eine Reihe von Siegen.